# Запасне (Україна)
Запа́сне — село в Україні, у Комишуваській селищній громаді Запорізького району Запорізької області. Населення становить 52 осіб. До 2016 орган місцевого самоврядування - Новояковлівська сільська рада.

## Географія
Село Запасне знаходиться на відстані 2 км від села Новояковлівка.

## Історія
12 червня 2020 року, відповідно до Розпорядження Кабінету Міністрів України від № 713-р «Про визначення адміністративних центрів та затвердження територій територіальних громад Запорізької області», увійшло до складу Комишуваської селищної громади.
19 липня 2020 року, в результаті адміністративно-територіальної реформи та ліквідації Оріхівського району, село увійшло до складу Запорізького району.